# Kuća Cerinić u Donjem Humcu
Kuća Cerinić u selu Donjem Humcu, Donji Humac 38, općina Nerežišća, otok Brač.

## Opis
Kuća Cerinić je kamena dvokatnica ranog 19. stoljeća s istaknutim krovnim zabatima i jednostavnim kamenim okvirima otvora. U unutrašnjosti se ističe kasnobarokna štukatura Bogorodice s mrtvim Kristom u ovalu s kerubinima i anđelom.

## Zaštita
Pod oznakom RST-0266-1965. zavedena je kao nepokretno kulturno dobro - pojedinačno, pravna statusa zaštićena kulturnog dobra.